# Andrena cerasifolii
Andrena cerasifolii är en biart som beskrevs av Cockerell 1896. Andrena cerasifolii ingår i släktet sandbin, och familjen grävbin. Inga underarter finns listade i Catalogue of Life.